# Eduard Gitsch
Eduard Gitsch (* 3. August 1920 in Wels; † 19. Mai 2013 in Wien) war ein österreichischer Gynäkologe.

## Leben
Eduard Gitsch war der Sohn des Juristen Wilhelm Max Gitsch und seiner Frau Maria. Er studierte an der medizinischen Fakultät der Universität Wien, wo er mit kriegsbedingten Unterbrechungen 1944 zum Doktor der gesamten Heilkunde promoviert wurde. Nach Militärdienst und Kriegsgefangenschaft im Zweiten Weltkrieg kehrte er im August 1945 heim und begann nach Absolvierung der Turnusausbildung an der II. Universitätsfrauenklinik in Wien, jener renommierten Klinik, an der einst Ernst Wertheim wirkte, seine Ausbildung zum Facharzt für Gynäkologie und Geburtshilfe. Dort wurde er 1955 Hochschulassistent und nach Forschungsaufenthalten an der Duke- und Harvard-Universität erfolgte 1959 die Habilitation. 1966 wurde Eduard Gitsch zum a.o. Universitätsprofessor ernannt und schließlich 1968 zum Ordinarius der I. Universitätsfrauenklinik in Wien berufen. Diesen Lehrstuhl hatte Eduard Gitsch bis zum 1. November 1990 inne. In dieser Zeit widmete er sich neben der Förderung des Gesamtfaches Gynäkologie und Geburtshilfe und seinen sich entwickelnden Subdisziplinen besonders der operativen Behandlung weiblicher Genitalkarzinome in der Tradition Friedrich Schautas, der einer seiner frühen Vorgänger als Ordinarius der I. Universitätsfrauenklinik war. Gitsch war von 1979 bis 1991 Mitglied des Obersten Sanitätsrates. Nach seiner Emeritierung engagierte sich Gitsch als Vizepräsident (1990–1995) und Präsident (1996–2001) des Rudolfinervereines - Rotes Kreuz für zahlreiche bauliche und medizinische Verbesserungen im Bereich des Privatkrankenhauses Rudolfinerhaus im 19. Wiener Gemeindebezirk. Für seine Verdienste um Rudolfinerverein und Rudolfinerhaus wurde er 2002 zum Ehrenpräsidenten ernannt. Gitsch wurde am Grinzinger Friedhof (Gruppe 30, Reihe 1, Nummer 33) bestattet.

## Publikationen
Eduard Gitsch verfasste über 300 Publikationen in wissenschaftlichen Fachzeitschriften, davon sind 211 in der PubMed Meta-Datenbank erfasst, weiter zahlreiche Buchbeiträge, eine Monographie und einen in mehrere Sprachen übersetzten Operationsatlas.

## Mitgliedschaften und Preise
Gitsch war mehrfach Präsident der Österreichischen Gesellschaft für Gynäkologie und Geburtshilfe, darüber hinaus machten ihn mehrere internationale Gesellschaften für Gynäkologie und Geburtshilfe zum Ehrenmitglied, darunter die polnische, italienische und ungarische. Er war seit 1986 Mitglied der Deutschen Akademie der Naturforscher Leopoldina, Königlichen Akademie voor Geneeskunde van Belgiè und der New York Academy of Sciences. 1990 erhielt Gitsch den Kardinal-Innitzer Preis zur Förderung der Wissenschaft.